# Tomás Holland, 2.º Conde de Kent
Tomás Holland, 2.º Conde de Kent KG (1350 – 25 de abril de 1397) foi um nobre inglês e Conde de Kent. Foi conselheiro de seu meio-irmão, o rei Ricardo II da Inglaterra.

## Família e início da vida
Tomás Holland nasceu em Upholland, Lancashire, em 1350. Era o filho mais velho sobrevivente de Tomás Holland, 1.º Conde de Kent, e Joana, a "Bela Donzela de Kent". Sua mãe era filha de Edmundo de Woodstock, 1.º Conde de Kent, e Margarida Wake. Edmundo era, por sua vez, filho de Eduardo I da Inglaterra e sua segunda rainha consorte Margarida da França e, portanto, um meio-irmão mais novo de Eduardo II da Inglaterra.
Seu pai morreu em 1360 e, mais tarde naquele ano, em 28 de dezembro, Tomás tornou-se Barão Holand. Sua mãe ainda era condessa de Kent por direito próprio e, em 1361, casou-se com Eduardo, o Príncipe Negro, filho do rei Eduardo III.

## Carreira militar
Aos dezesseis anos, em 1366, Holland foi nomeado capitão das forças inglesas na Aquitânia. Na década seguinte, lutou em várias campanhas, incluindo a Batalha de Nájera, sob o comando de seu padrasto Eduardo, o Príncipe Negro. Ele foi feito um Cavaleiro da Jarreteira em 1375.
Ricardo II tornou-se rei em 1377, e logo Holland adquiriu grande influência sobre seu meio-irmão mais novo, que usou para seu próprio enriquecimento. Em 1381, tornou-se Conde de Kent.

## Últimos anos e morte
Antes de sua morte, foi nomeado governador do Castelo de Carisbrooke. Holland morreu no Castelo de Arundel, em Sussex, Inglaterra, em 25 de abril de 1397.

## Títulos
- 2º Conde de Kent (26 de dezembro de 1360 – 25 de abril de 1397), título criado em 1360[4]
- 5º Conde de Kent (7 de agosto de 1385 – 25 de abril de 1397), criado em 1321[5]
- 2º Barão Holand (26 de dezembro de 1360 – 25 de abril de 1397), criado em 1353[4]
- 6º Barão Wake de Liddell (7 de agosto de 1385 – 25 de abril de 1397), criado em 1295

## Casamento e descendência
Casou-se em 10 de abril de 1364 com Lady Alice FitzAlan, filha de Ricardo Fitzalan, 3.º Conde de Arundel por sua esposa Leanor de Lancaster. Com sua esposa, teve quatro filhos e seis filhas. Todos os filhos morreram sem filhos legítimos, após o que as filhas e seus filhos se tornaram co-herdeiras da Casa de Holland. As crianças foram as seguintes:
Filhos
1. Tomás Holland, 3.º Conde de Kent, 1.º Duque de Surrey (8 de setembro de 1372 – 7 de janeiro de 1400),[7] filho mais velho e herdeiro, criado duque de Surrey. Morreu sem filhos.
2. João Holland (2 de novembro de 1374 – 5 de novembro de 1394), segundo filho,[7] morreu sem filhos.
3. Ricardo Holland (3 de abril de 1376 – 21 de maio de 1396), terceiro filho.[7]
4. Edmundo Holland, 4.º Conde de Kent (9 de janeiro de 1382 – 15 de setembro de 1408),[8] herdeiro de seu irmão mais velho. Morreu sem filhos legítimos, mas teve um filho ilegítimo de sua amante Constança de Iorque.